# 马塞达 (葡萄牙堂区)
马塞达是葡萄牙阿威罗区的一个堂区。总面积15.34平方公里，总人口3687人，人口密度240.35人/平方公里。